# مارک گایژبرگ
مارک گایژبرگ (انگلیسی: Marek Geišberg؛ زادهٔ ۴ مهٔ ۱۹۸۲) بازیگر اهل کشور اسلواکی است. وی از سال ۱۹۹۱ میلادی تاکنون مشغول فعالیت بوده‌است. او پسر ماریان گایژبرگ است.